# João Galeácio Sforza
Gian Galeazzo Maria Sforza (em italiano: Gian Galeazzo Sforza; Abbiategrasso, 20 de junho de 1469 - Pavia, 22 de outubro de 1494) foi o 6º duque de Milão, de 1476 a 1494. Filho de Galeazzo Maria Sforza e da sua segunda esposa, Bona de Savóia. Sucedeu-lhe como duque de Milão o seu tio Ludovico Sforza.